# ایندرک سی
ایندرک سی (به انگلیسی: Indrek Sei) (زادهٔ ۲۶ ژوئیهٔ ۱۹۷۲) شناگر اهل استونی است.